# Stahleckeria potens
Stahleckeria potens és una espècie extinta de sinàpsid de la família dels stahleckèrids que visqué durant el Triàsic mitjà en allò que avui en dia és Sud-amèrica. Se n'han trobat restes fòssils a l'Argentina i el Brasil. És l'única espècie coneguda del gènere Stahleckeria. El nom genèric Stahleckeria fou elegit en honor del paleontòleg alemany Rudolf Stahlecker, descobridor del primer espècimen de S. potens.
A diferència d'alguns dels seus parents, mancava d'ullals i tenia la part posterior del crani extremament profunda.